# Германія (алегорія)

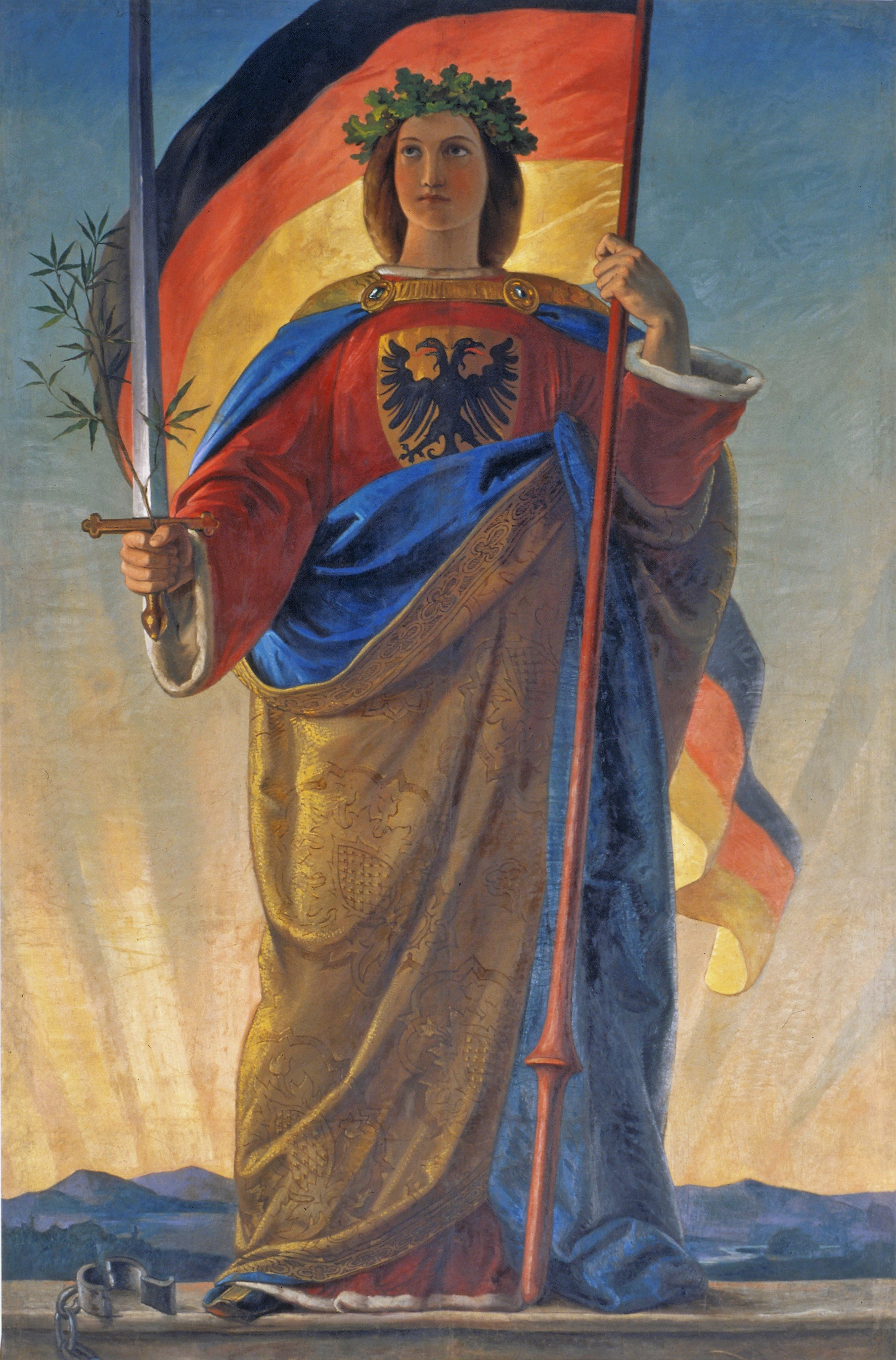
Картина Philipp Veit, 1848. Цей образ був колись над старим органом всередині Паульскірхе, де збирався Франкфуртський парламент з 1848 до 1849

Германія — національний алегоричний символ Німеччини, особливою популярністю користувався в XIX ст..
Образ Германії з'явився ще під час римських цезарів. На монетах Доміціана вона зображувалася з написом Germania capta («узята в полон Німеччина») з нагоди перемоги Риму над  Хаттами). В Середні століття персоніфікована Німеччина стоїть поруч із фігурами Roma, Gallia und Sclavinia в евангеліарі  Оттона III
У першій половині XIX століття посилилися прагнення об'єднати роздроблену на безліч дрібних держав Німеччину в єдину державу. Це прагнення супроводжувалося зростанням націоналізму й знайшло своє відображення у всіх галузях мистецтва і культури.
Було створено безліч пам'ятників, що зображують Германію, найвідоміший з них — у парку Нідервальд під Рюдесхаймом (Niederwalddenkmal).

## Зображення
Алегорична Німеччина в більшості випадків зображується войовничою і сильною жінкою, схожою на  Валькірію, певною  дівою-войовницею. Тим самим вона стає персоніфікацією країни Німеччина і німецького націоналізму. З нею часто зображуються  імперські клейноди, найчастіше імператорський меч та  імперська корона.

## Галерея

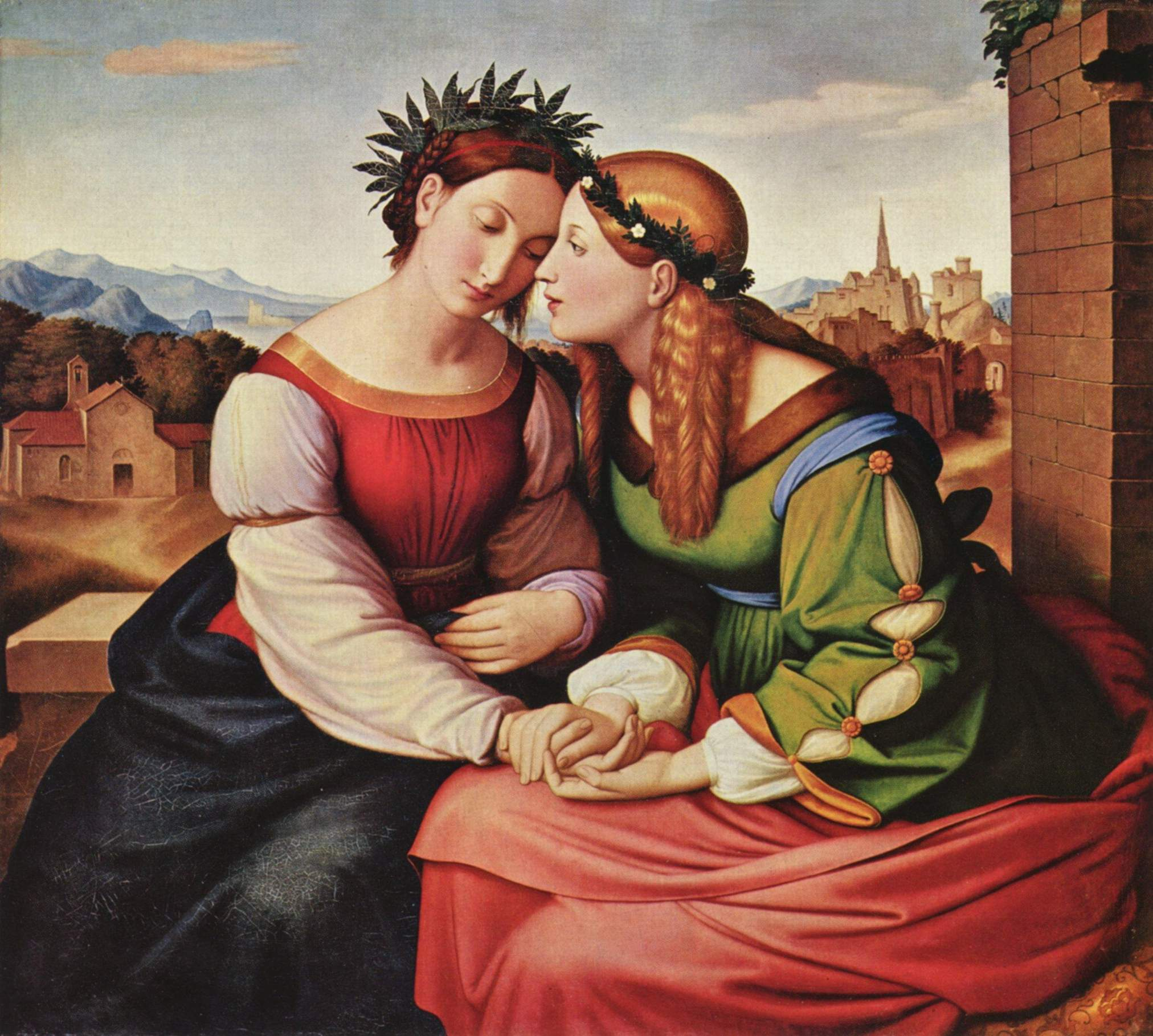
Італія та Германія, картина Овербека, 1828
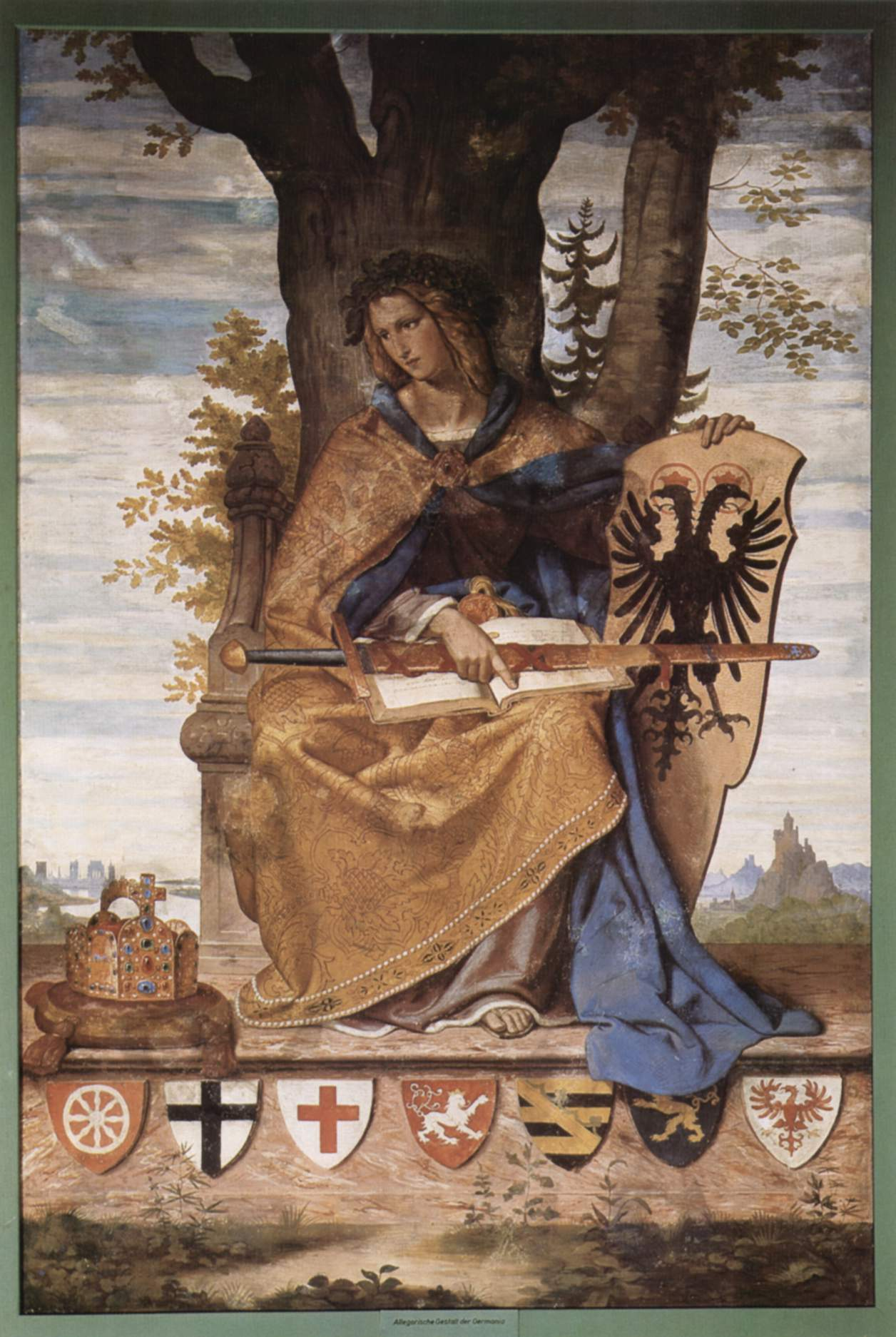
Фреска Файта, 1834-1836.
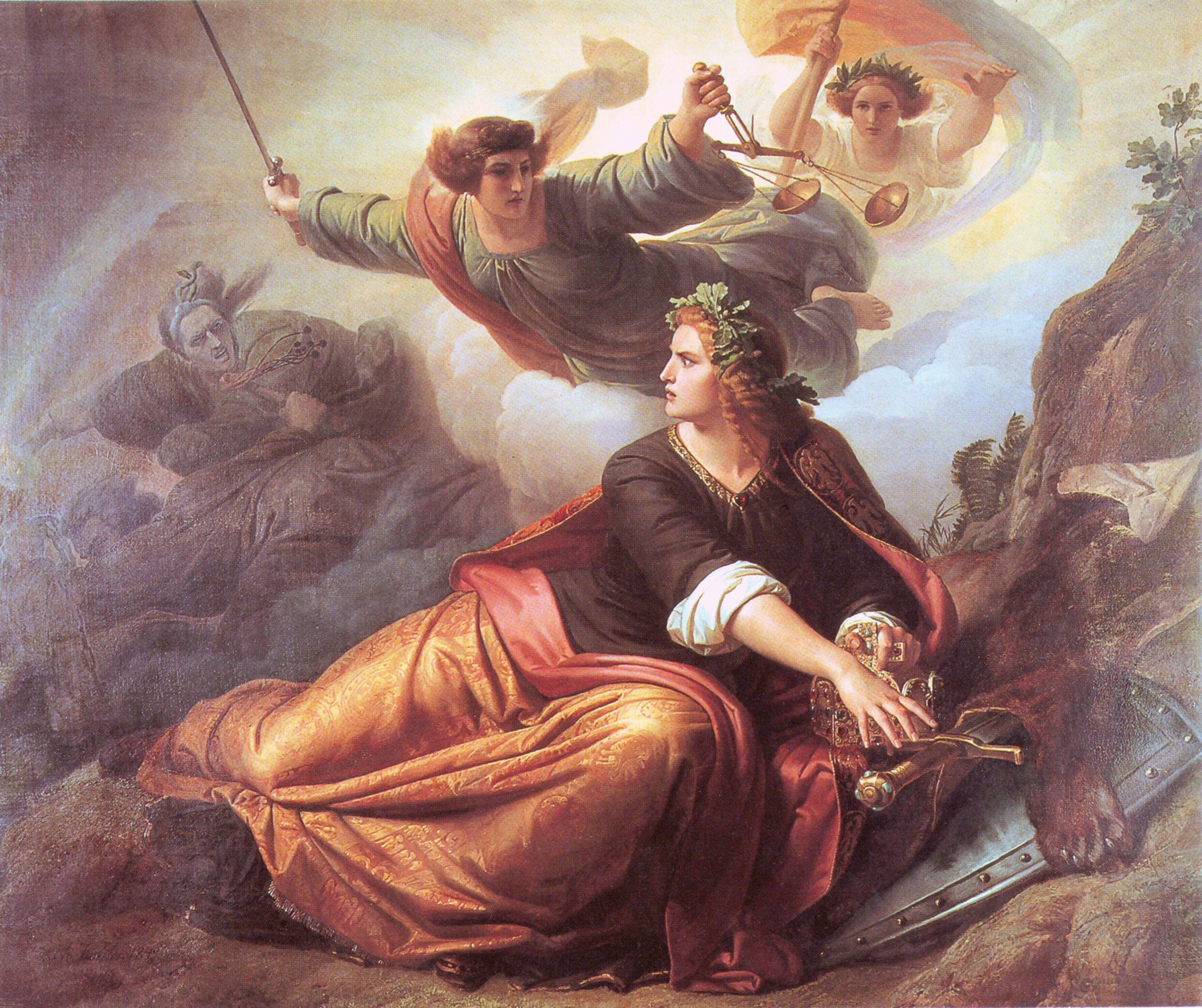
Пробудження Германії de (Christian Köhler), 1849
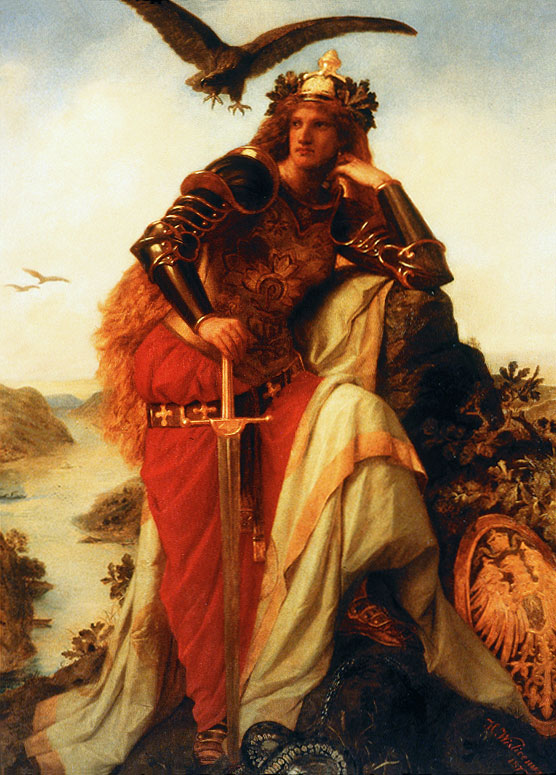
Germania at the Watch on the Rhine, Hermann Wislicenus, 1873
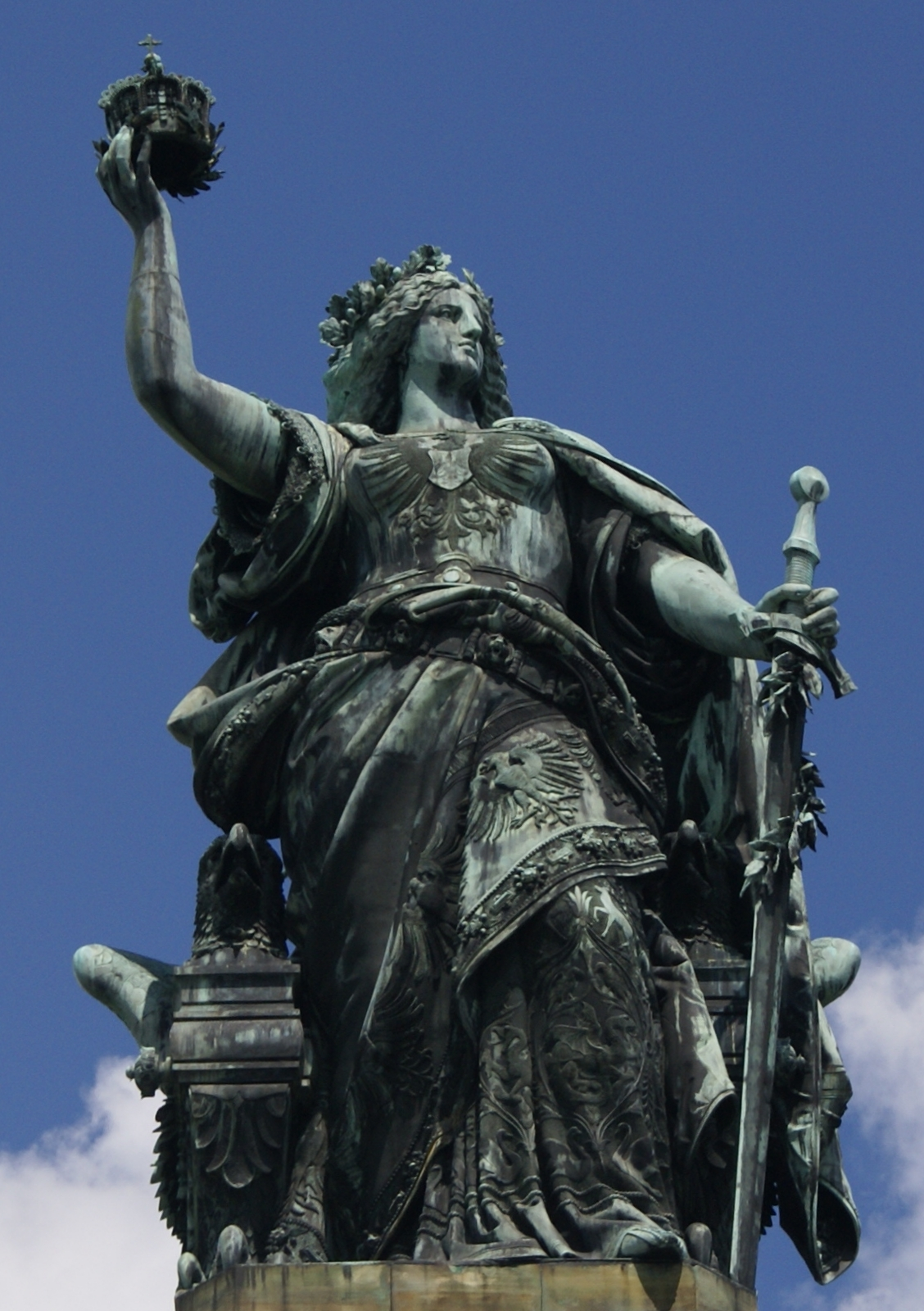
Statue by Johannes Schilling, 1877-83, part of the Niederwalddenkmal near Rüdesheim am Rhein
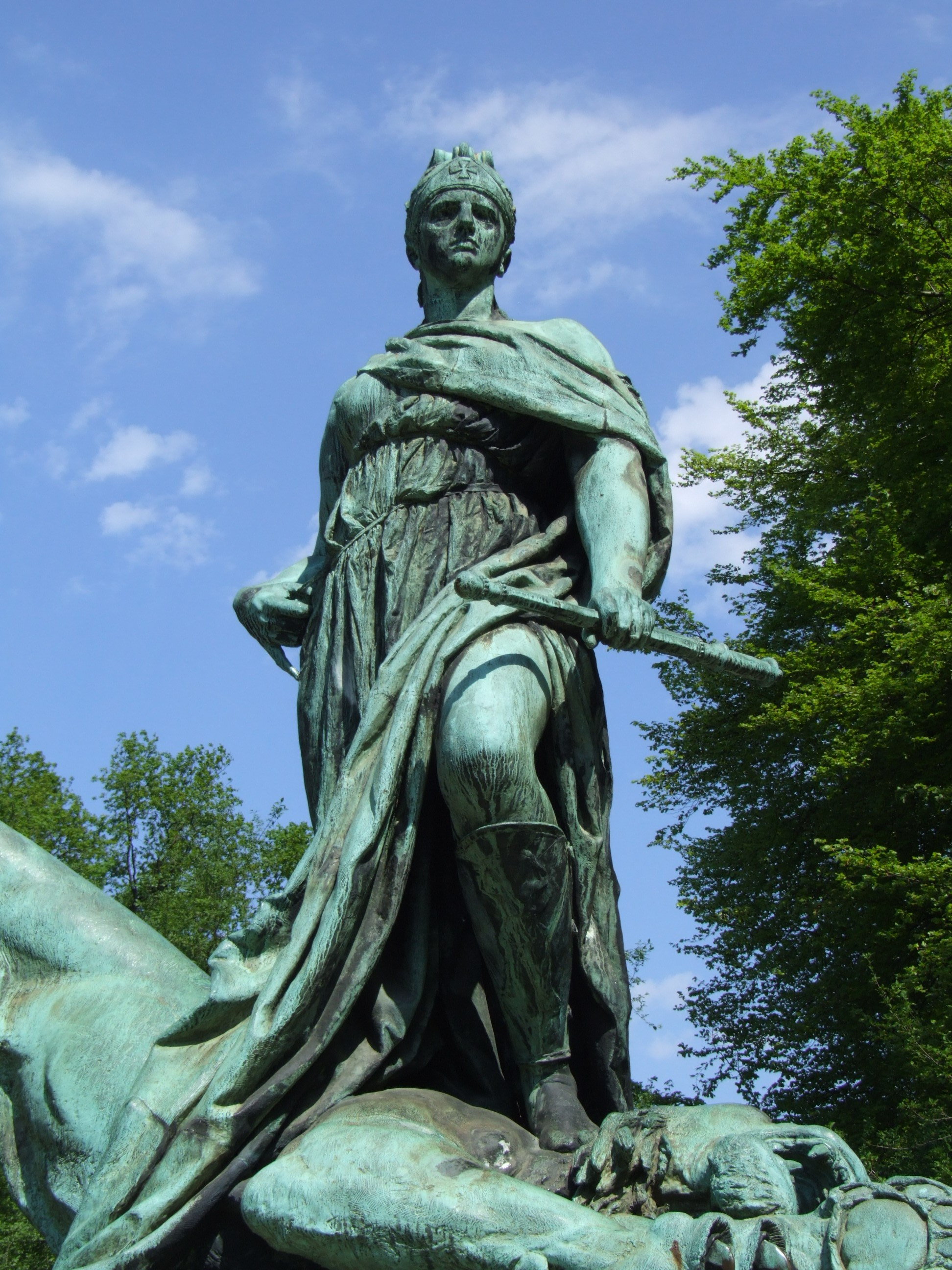
Статуя з Меморіалу Бісмарка у Берліні, 1901
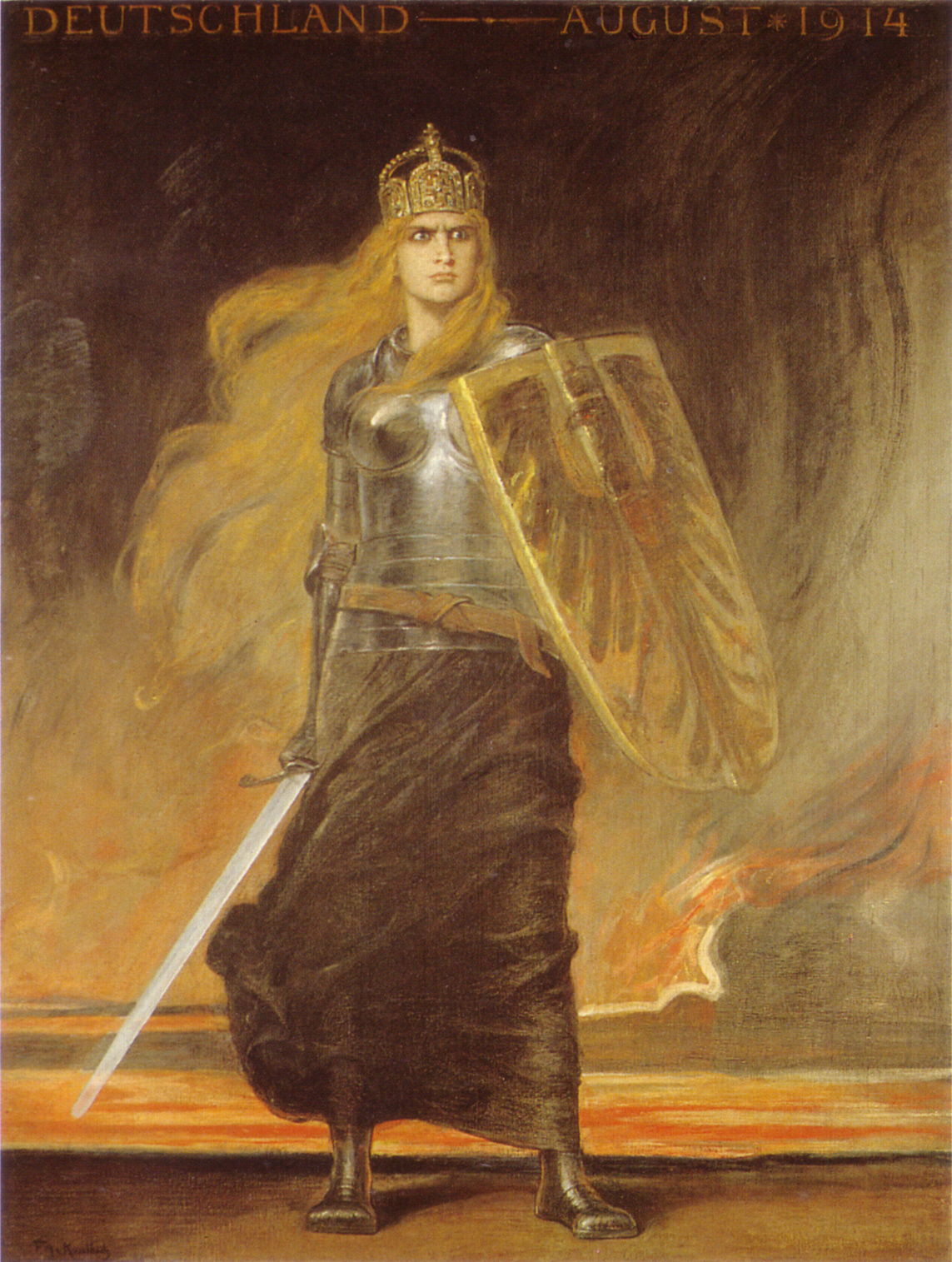
Германія 1914, Friedrich August von Kaulbach
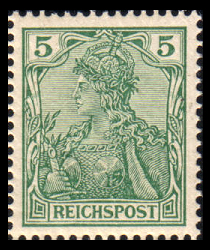
Поштова марка з  серії «Німеччина». 1900-1922
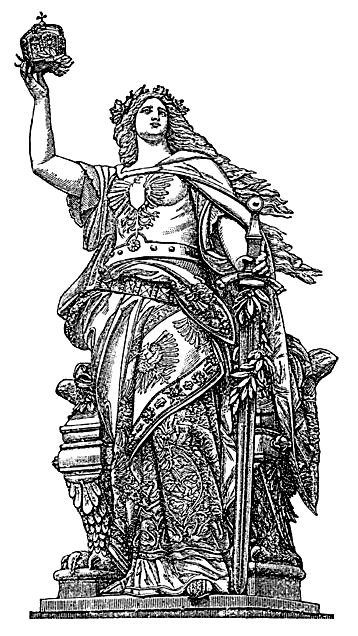
Німеччина Йоганнеса Шіллінга
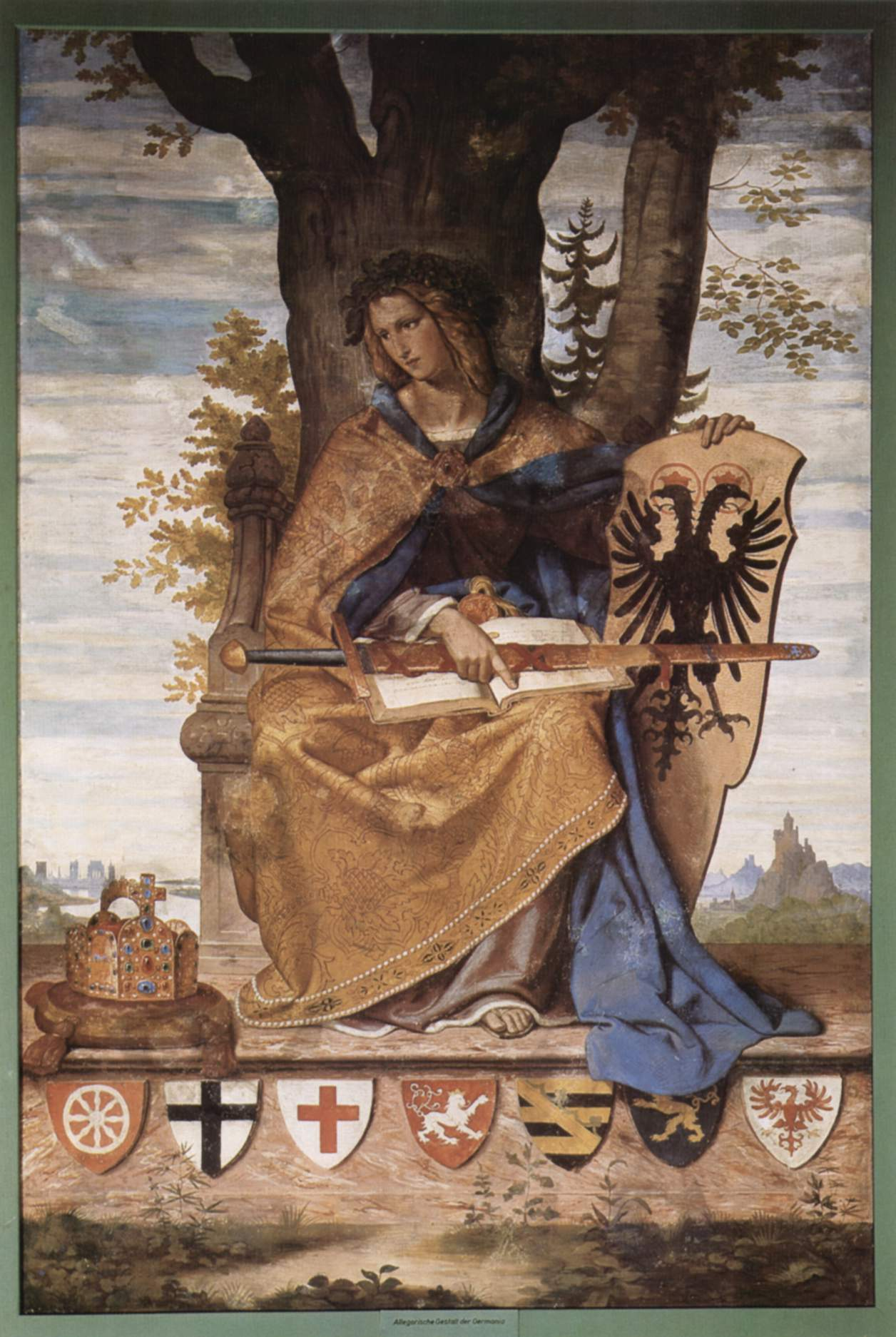
Фреска «Німеччина». 1834-1836. Штедель. Франкфурт-на-Майні
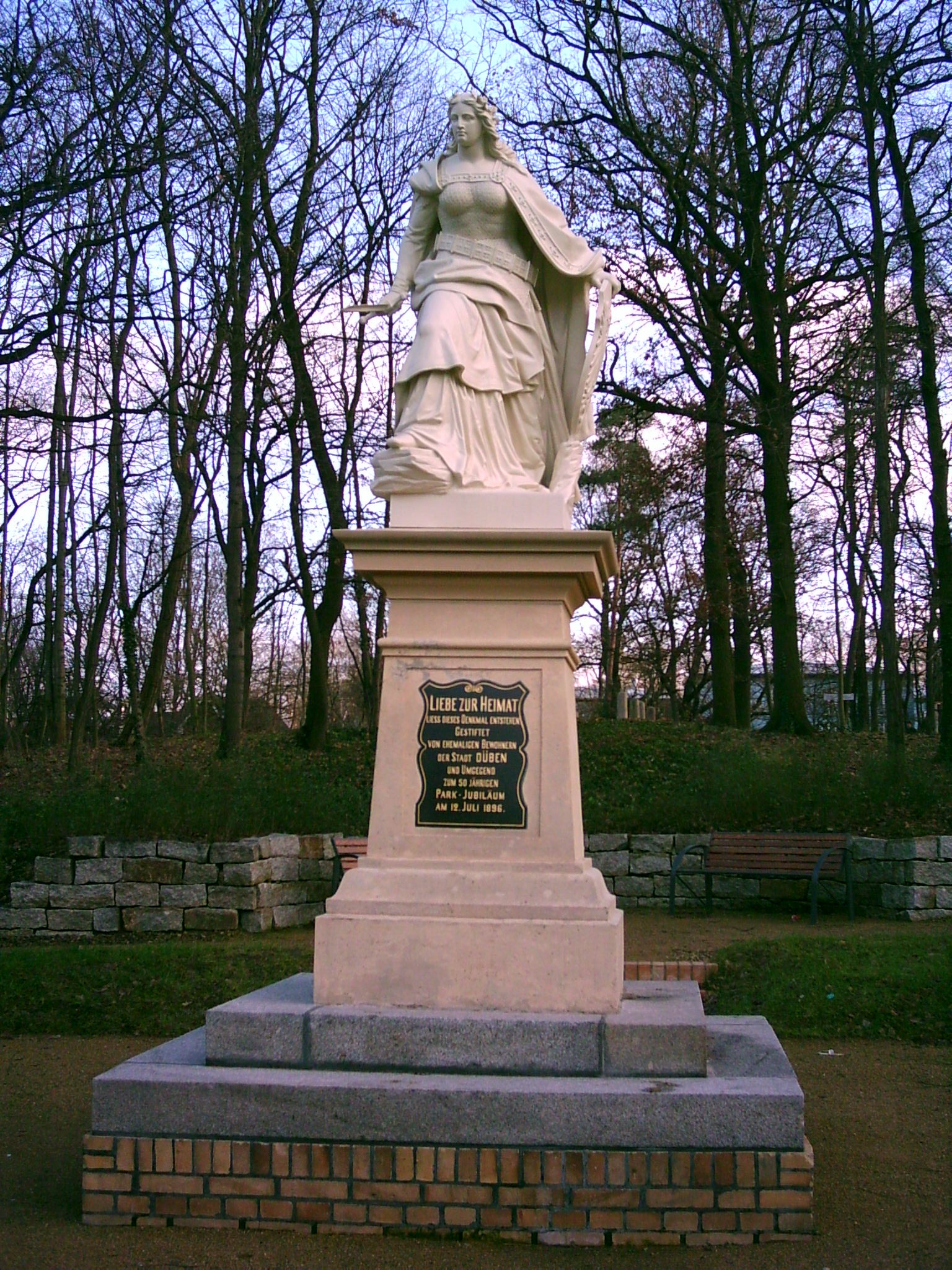
Пам'ятник «Німеччина» в Бад-Дюбені
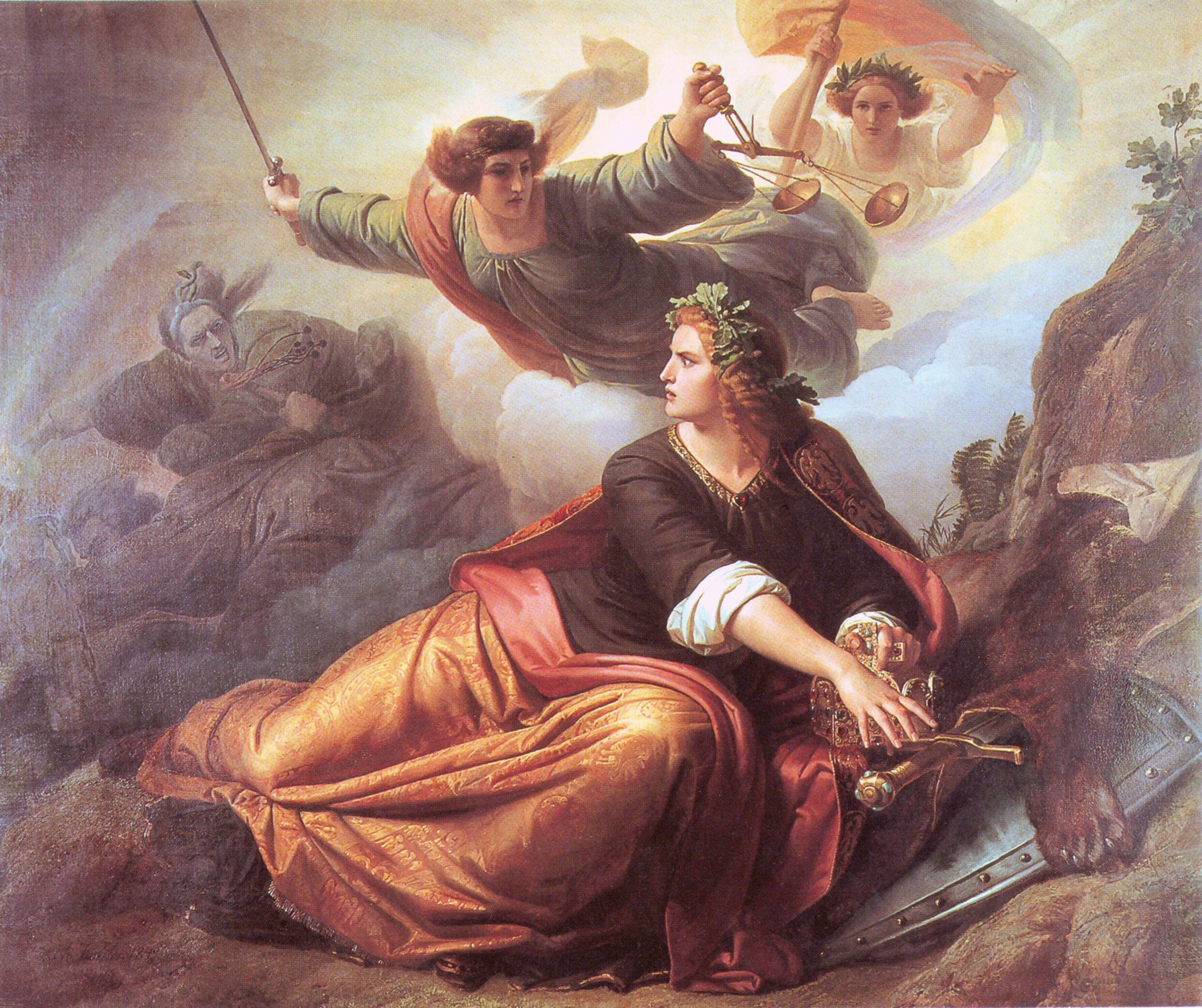
Прокидається Німеччина. 1849
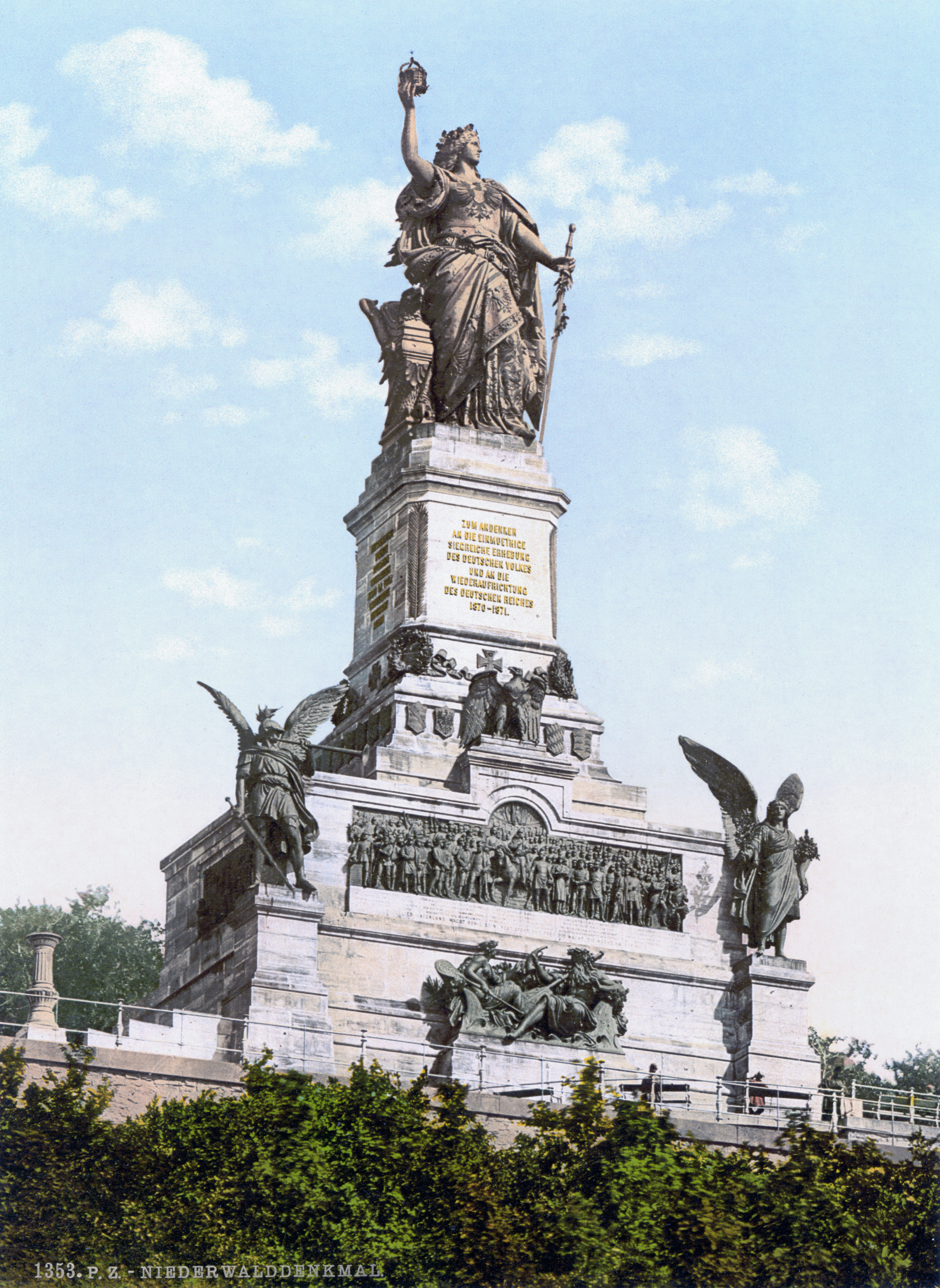
Нідервальдська «Німеччина»
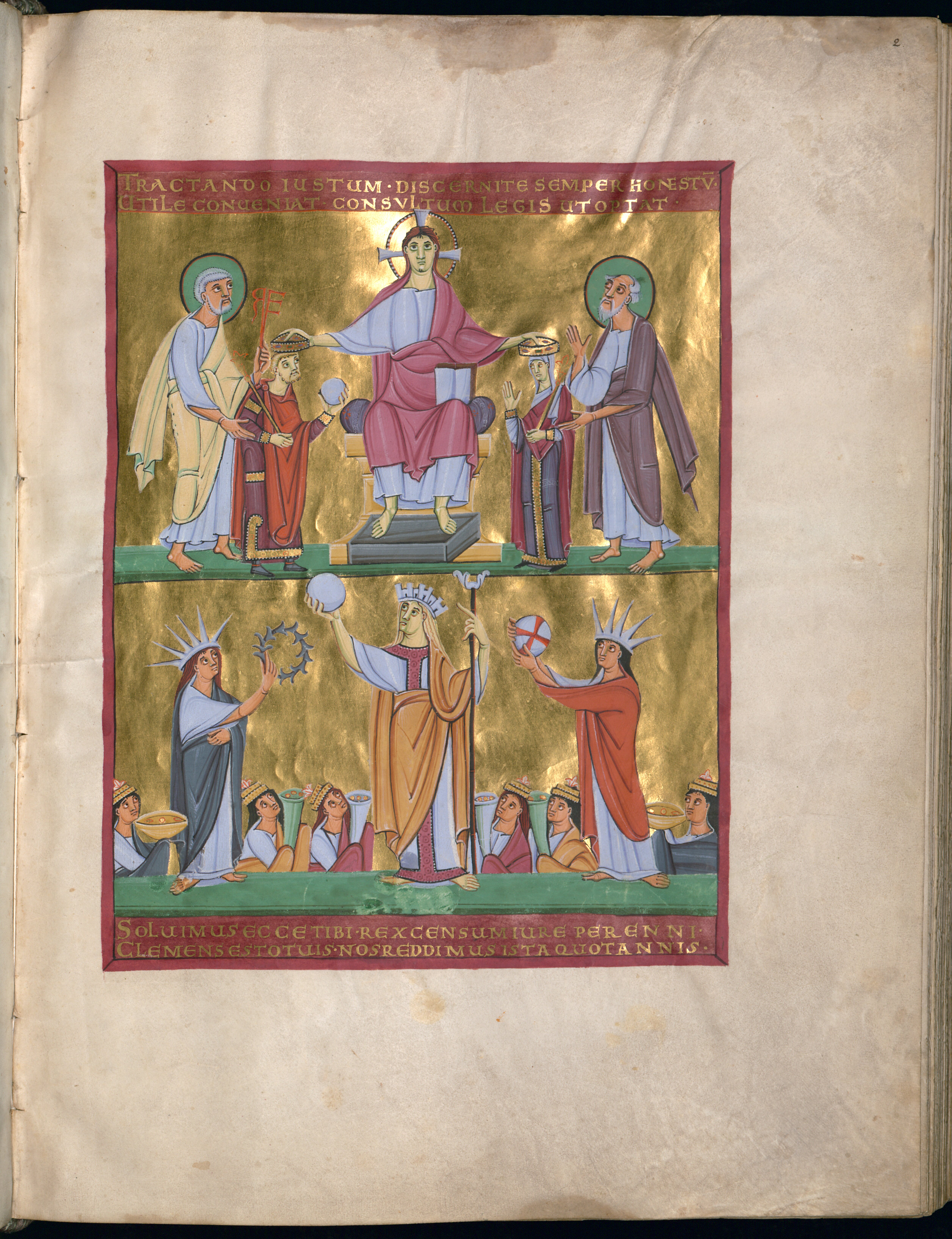
Germania mit Reichsapfel und Szepter (unten, mittlere Figur) im Perikopenbuch Heinrichs II., um 1010